# Arquidiocese de Fermo
A Arquidiocese de Fermo (Archidiœcesis Firmana) é uma circunscrição eclesiástica da Igreja Católica situada em Fermo, Itália. Seu atual arcebispo é Rocco Pennacchio. Sua Sé é a Catedral de Santa Maria da Assunção de Fermo.
Possui 123 paróquias servidas por 187 padres, abrangendo uma população de 283 906 habitantes, com 92% da dessa população jurisdicionada batizada (261 185 católicos).

## História
Segundo a tradição, a diocese de Fermo foi fundada no século III e a fundação da Igreja está ligada à memória de dois santos mártires de meados do século, Alexandre e Filipe, cuja existência histórica é, no entanto, segundo alguns autores, desprovida de qualquer base histórica. Algumas pistas monumentais atestam a sua existência no século IV: a cripta da catedral preserva um sarcófago cristão primitivo que data deste século; além disso, escavações arqueológicas realizadas sob o piso da catedral trouxeram à luz os restos de uma igreja do início do século V, que se supõe ter sido a catedral da diocese de Fermo.
Os primeiros bispos de Fermo historicamente documentados datam das últimas décadas do século VI. O primeiro é Fábio, que viveu em 580, mencionado numa carta de Gregório Magno escrita ao seu sucessor o bispo Passivo em 598, que foi destinatário de outras cartas do mesmo pontífice em 601 e 602.
Segundo as Rationes decimarum Marchiae, na segunda metade do século XIII a diocese de Fermo incluía 167 igrejas e 15 paróquias, fato que "destaca o trabalho de penetração cristã e de evangelização das populações".
Em 18 de novembro de 1320 a diocese de Fermo cedeu uma parte do seu território em benefício da ereção da diocese de Macerata.
A lista dos bispos de Fermo torna-se complicada devido ao Cisma do Ocidente e à divisão do cristianismo ocidental em três obediências distintas. Os autores, incluindo Gams, Cappelletti e Eubel, têm cada um a sua lista episcopal e a sucessão dos bispos nem sempre é clara, também devido à homonímia de muitos deles.
Em 1 de agosto de 1571 a diocese de Fermo cedeu uma parte do seu território em benefício da ereção da diocese de Ripatransone. Em 24 de novembro de 1586 cedeu outras partes de território para constituir a nova diocese de Montalto Estas perdas territoriais foram compensadas em 24 de maio de 1589 com a elevação de Fermo a arquidiocese metropolitana com a bula Universis orbis ecclesiis do Papa Sisto V. A nova província eclesiástica incluía as dioceses de Macerata e Tolentino (unidas aeque principaliter), Ripatransone, Montalto e San Severino.

## Prelados
- Santo Alexandre † (246 - 250)
- São Filipe I † (251 - 253)[7]
- Fábio † (mencionado em 580)[8]
- Passivo † (antes de 598 - depois de 602)
- Gioviano † (mencionado em 649)
- Marciano † (mencionado em 675 circa)
- Gualterio † (mencionado em 776)
- Lupo † (mencionado em 826)[9]
- Giso † (mencionado em 844)[10]
- Eodicio † (mencionado em 879)[11]
- Amico  † (antes de 920 - depois de 940)
- Gaidulfo † (antes de 960 - depois de 977)[12]
- Uberto † (antes de 996 - depois de 1044)[12]
- Erimanno † (1046 - 1056)[12]
- Udalrico † (1057 - 1074)[12]
- Pietro I † (mencionado em 1075)[12]
- Wolfarango † (1076 - 1079)[12]
  - Ugo Candido † (1080 - depois de 1089) (pseudobispo)[12][13]
- W. (Ulcandino ?) † (antes de 1082 - depois de 1086)[12]
- Azzo I † (antes de 1094 - 1096)[14]
- Grimoaldo ? † (mencionado em 1097)[14]
- Masio ? † (mencionado em 1103)[14]
- Azzo II † (antes de 1108 - depois de 1119)[14]
- Guldegando ?[12] † (mencionado em 1120 circa)
- Alessandro † (antes de 1126 - 1127)[12]
- Liberto † (1128 - 1145)
- Balignano † (1145 - 1167)
- Pietro II † (mencionado em 1170)
- Alberico † (mencionado em 1174)
- Pietro III † (mencionado em 1179)
- Presbitero † (1184 consagrado[15] - depois de 1202)
- Adenulfo † (1205 - 1213)[16]
- Ugo † (1214 - 1216)
- Pietro IV † (1216 - 1223)
- Rainaldo † (1223 - 1227[16])
  - Alatrino † (1228) (administrador apostólico)
- Filippo II † (1229 - 1250)
- Gerardo † (1250 - circa 1272)
- Filippo III † (1273 - circa 1300)
- Alberico Visconti † (1301 - 1314 ou 1315)
  - Amelio di Lautrec † (1317 - 1318) (administrador apostólico)
- Francesco da Mogliano † (1318 - 1325)
  - Francesco de Silvestris † (1328 - 1334) (administrador apostólico)
  - Vitale da Urbino, O.F.M. † (1328 - ?) (pseudobispo)[17]
- Giacomo da Cingoli, O.P. † (1334 - 1348)
- Bongiovanni † (1349 - 1363)
- Alfonso di Tauro, O.F.M. † (1363 - 1370)
- Niccolò Marciari † (1370 - 1374)
- Antonio de Vetulis † (1374 - 1386)
- Angelo Pierleoni † (1386 - ?)
- Antonio de Vetulis † (1390 - 1405) (pela segunda vez)[18]
- Leonardo Fisici † (1406 - 1412)
- Giovanni Bertoldi, O.F.M. † (1412 - 1417)
  - Giacomo Migliorati † (1418 - 1425) (administrador apostólico)
- Domenico Capranica † (1425 - 1430)[16]
  - Domenico Capranica † (1430 - 1432) (administrador apostólico)
- Bartolomeo Vinci † (1432 - 1434)[19]
  - Domenico Capranica † (1434 - 1458) (administrador apostólico)
- Nicola Capranica † (1458 - 1473)
  - Angelo Capranica † (1473 - 1474) (administrador apostólico)
- Girolamo Capranica † (1474 - 1478)
- Giovanni Battista Capranica † (1478 - 1484)
  - Francesco Todeschini Piccolomini † (1485 - 1494) (administrador apostólico)
  - Agostino Piccolomini † (1494 - 1496) (administrador apostólico)
  - Francesco Todeschini Piccolomini † (1496 - 1503) eleito papa com o nome de Pio III) (administrador apostólico, pela segunda vez)
- Francisco de Remolins † (1504 - 1518)
  - Giovanni Salviati † (1518 - 1521) (administrador apostólico)
- Niccolò Gaddi † (1521 - 1544)
- Lorenzo Lenzi † (1544 - 1571)
- Felice Peretti Montalto, O.F.M. Conv. † (1571 - 1577, eleito papa com o nome de Sisto V)
- Domenico Pinelli † (1577 - 1584)
- Sigismondo Zanettini † (1585 - 1594)
- Ottavio Bandini † (1595 - 1606)
- Alessandro Strozzi † (1606 - 1621)
- Pietro Dini † (1621 - 1625)
- Giovanni Battista Rinuccini † (1625 - 1653)
- Carlo Gualterio † (1654 - 1668)
- Giannotto Gualterio † (1668 - 1683)
- Gianfrancesco Ginetti † (1684 - 1691)
  - Sede vacante (1691-1697)[20]
- Baldassare Cenci † (1697 - 1709)
  - Sede vacante (1709-1712)
- Girolamo Mattei Orsini † (1712 - 1724)
- Alessandro Borgia † (1724 - 1764)
- Urbano Paracciani Rutili † (1764 - 1777)
  - Sede vacante (1777-1779)
- Andrea Antonio Silverio Minucci † (1779 - 1803)
- Cesare Brancadoro † (1803 - 1837)
- Gabriele Ferretti † (1837 - 1842)
- Filippo De Angelis † (1842 - 1877)
- Amilcare Malagola † (1877 - 1895)
- Roberto Papiri † (1895 - 1906)
- Carlo Castelli, O.SS.C.A. † (1906 - 1933)
- Ercole Attuoni † (1933 - 1941)
- Norberto Perini † (1941 - 1976)
- Cleto Bellucci † (1976 - 1997)
- Benito Gennaro Franceschetti † (1997 - 2005)
- Luigi Conti † (2006 - 2017)
- Rocco Pennacchio (desde 2017)